# Denemarken op het Eurovisiesongfestival 1960
De Dansk Melodi Grand Prix 1960 was de vierde editie van de liedjeswedstrijd die de Deense deelnemer voor het Eurovisiesongfestival oplevert. 

## Uitslag
| Nr. | Artiest          | Lied                       | Ptn | Plaats |
| --- | ---------------- | -------------------------- | --- | ------ |
| 1   | Otto Hænning     | Op og se land              | 0   | 4de    |
| 2   | Katy Bødtger     | Det var en yndig tid       | 5   | 1ste   |
| 3   | Otto Brandenburg | To lys på et bord          | 0   | 4de    |
| 4   | Inge Strauss     | Gør hvad du vil            | 3   | 2de    |
| 5   | Gustav Winckler  | Sorg og glæde              | 0   | 4de    |
| 6   | Grethe Sønck     | Trækbasun og vaskebræt     | 2   | 3de    |
| 7   | Peter Sørensen   | Jeg har nok af ingen penge | 0   | 4de    |

1957 · 1958 · 1959 · 1960 · 1961 · 1962 · 1963 · 1964 · 1965 · 1966 · 1967-1977 · 1978 · 1979 · 1980 · 1981 · 1982 · 1983 · 1984 · 1985 · 1986 · 1987 · 1988 · 1989 · 1990 · 1991 · 1992 · 1993 · 1994 · 1995 · 1996 · 1997 · 1998 · 1999 · 2000 · 2001 · 2002 · 2003 · 2004 · 2005 · 2006 · 2007 · 2008 · 2009 · 2010 · 2011 · 2012 · 2013 · 2014 · 2015 · 2016 · 2017 · 2018 · 2019 · 2020 · 2021 · 2022 · 2023 · 2024 · 2025
België · Denemarken · Frankrijk · Italië · Luxemburg · Monaco · Nederland · Noorwegen · Oostenrijk · Verenigd Koninkrijk · West-Duitsland · Zweden · Zwitserland